# Barış Manço
Barış Manço (ur. 2 stycznia 1943 w Stambule, zm. 1 lutego 1999 tamże) – turecki piosenkarz, i kompozytor, realizator programów telewizyjnych, jeden z najbardziej znanych artystów swojego kraju. Występował na scenach muzycznych wielu krajów. Nagrał ponad 200 piosenek.

## Życiorys

### Początki
Barış Manço urodził się podczas II wojny światowej i dlatego otrzymał imię Barış, które w języku tureckim znaczy „pokój”. Jego matka, Rikkat Uyanık, była w latach 40. znaną turecką piosenkarką. W szkole nie należał do wyróżniających się uczniów. Gdy miał 15 lat, założył swój pierwszy zespół.

### Lata 60.
Współpracował z kilkoma zespołami (Kafadarlar i Harmoniler). We wczesnych latach 60. nagrał swoje pierwsze single. Piosenka „Çıt Çıt Twist” stała się jednym z pierwszych przykładów aranżacji ludowej piosenki tureckiej z wykorzystaniem instrumentarium rockowego. W 1963 roku przeniósł się do Belgii, by kształcić się w Królewskiej Akademii Sztuk Pięknych. W ciągu następnych lat grał z różnymi zespołami, powracał wielokrotnie do Turcji, nagrywał single w języku francuskim, angielskim i tureckim. Jednym z jego najważniejszych zespołów w tamtym okresie był Les Mistigris, z którym koncertował na żywo we Francji, Belgii i Niemczech, zapraszając go także do Turcji na sesje nagraniowe. Do znanych jego hitów z tamtego okresu należą „Kol Dugmeleri” i „Seher Vakti”, a przede wszystkim przełomowy „Daglar Daglar”, nagrany z wielokulturowym zespołem Ve ..., w skład którego, oprócz Manço, wchodzili muzycy z Wielkiej Brytanii, Stanów Zjednoczonych, Tunezji i Belgii.

### Lata 70.
W latach 60. tworzył pod wpływem rock and rolla i twista, natomiast w latach 70., kiedy tworzył swoje najważniejsze kompozycje, był pod wpływem rocka psychodelicznego. Po krótkiej współpracy z Mogollar w 1970 roku założył swój główny zespół, Kurtalan Ekspres, z którym grał przez następne 18 lat. Zespół wziął swoją nazwę od regionalnego pociągu, łączącego Stambuł z wioską Kurtalan w południowo-wschodniej Turcji. Jego debiutancki album, Dünden Bugüne... (1971) był kompilacją poprzednich singli, natomiast drugi album, „2023” z 1975 roku, stał się jednym z najważniejszych w jego dorobku. W utworze tytułowym oraz w „Baykoca Destani” zaprezentował swoje umiejętności jako muzyk. Utwory te, nagrane z wykorzystaniem automatu perkusyjnego i nastrojowo brzmiących organów, stanowią pierwszą w Turcji próbę muzyki elektronicznej. Dekadę lat 70. zamknął albumem Yeni Bir Gün, wydanym w roku 1979. Znalazła się na nim jedna z najważniejszych jego kompozycji, „Sarı Çizmeli Mehmet Ağa”. Do wyróżniających się kompozycji należały też „Çoban Yıldızı” i „2024”, będący nową wersją „2023”.

### Lata 80.
W 1981 roku nagrał kolejny ważny w swej karierze album, Sözüm Meclisten Dışarı. Zawierał on utwory „2025” (stanowiący trzecią część „2023”) oraz „Gulpembe” i „Donence”. Artysta zaczął przykładać znaczenie do tekstów, które towarzyszyły wydarzeniom politycznym w jego kraju, w tym przewrotowi wojskowemu z 1980 roku. Swoimi utworami próbował stworzyć zrozumienie i jedność wśród narodu tureckiego. Z czasem w tego twórczości dokonała się pewna zmiana, jego piosenki stały się prostsze i łatwiejsze do zrozumienia, zaczął pisać nawet utwory dla dzieci. Do znanych jego utworów z tego okresu należą: „Halil İbrahim Sofrası” (1983) oraz „Kara Sevda” i „Domates, Biber, Patlıcan”, pochodzące z wydanego w 1989 roku Darısı Başınıza, po którym został uhonorowany przez TRT statusem artysty państwowego.

#### Działalność w telewizji
Pod koniec lat 80. Manco rozpoczął karierę telewizyjną realizując program 7'den 77'ye, w ramach którego podróżował do różnych krajów przedstawiając ich kulturę. Program był emitowany od 1988 roku aż do śmierci artysty.

### Lata 90.
W latach 90. Manço stał się popularny w Japonii. Na jednym z jego koncertów 20 tysięcy japońskich miłośników jego twórczości zaśpiewało razem z nim jego przeboje powiewając flagami japońskimi i tureckimi. Koncert został nagrany i wydany jako Baris Manco Live in Japan. Swój ostatni studyjny album, Musadenizle Çocuklar artysta wydał w roku 1995. 31 stycznia 1999 roku zmarł nagle na zawał serca. Na jego pogrzeb stawiły się miliony ludzi, w tym muzułmanie, chrześcijanie i Żydzi, którzy wspólnie modlili się i śpiewali jego piosenki.

## Znaczenie
Podczas swojej kariery artystycznej Barış Manço napisał ponad 200 piosenek. Koncertował na scenach całego świata (Japonia, Malezja, Australia, Bułgaria, Bośnia i Hercegowina, Niemcy, Holandia, Belgia, Francja, Stany Zjednoczone i inne) starając się szerzyć swoją filozofię pokoju. Chociaż nie dysponował wyróżniającym się głosem ani odkrywczym stylem, stał się jedną z najbardziej popularnych postaci w historii współczesnej tureckiej muzyki. Wyróżniały go długie włosy i oryginalne stroje. Starał się dotrzeć ze swoją twórczością do szerokiego grona słuchaczy, bez względu na ich pochodzenie czy religię. Proponował kompozycje będące połączeniem muzyki etnicznej, folkowej i rockowej. Jego sława wyszła poza granice Turcji. Jego utwory były tłumaczone na wiele języków, takich jak: angielski, francuski, włoski, grecki, bułgarski i arabski. Był znany nie tylko jako muzyk, ale także jako twórca programów telewizyjnych, podróżnik i ambasador kulturalny Turcji.

## Muzeum artysty

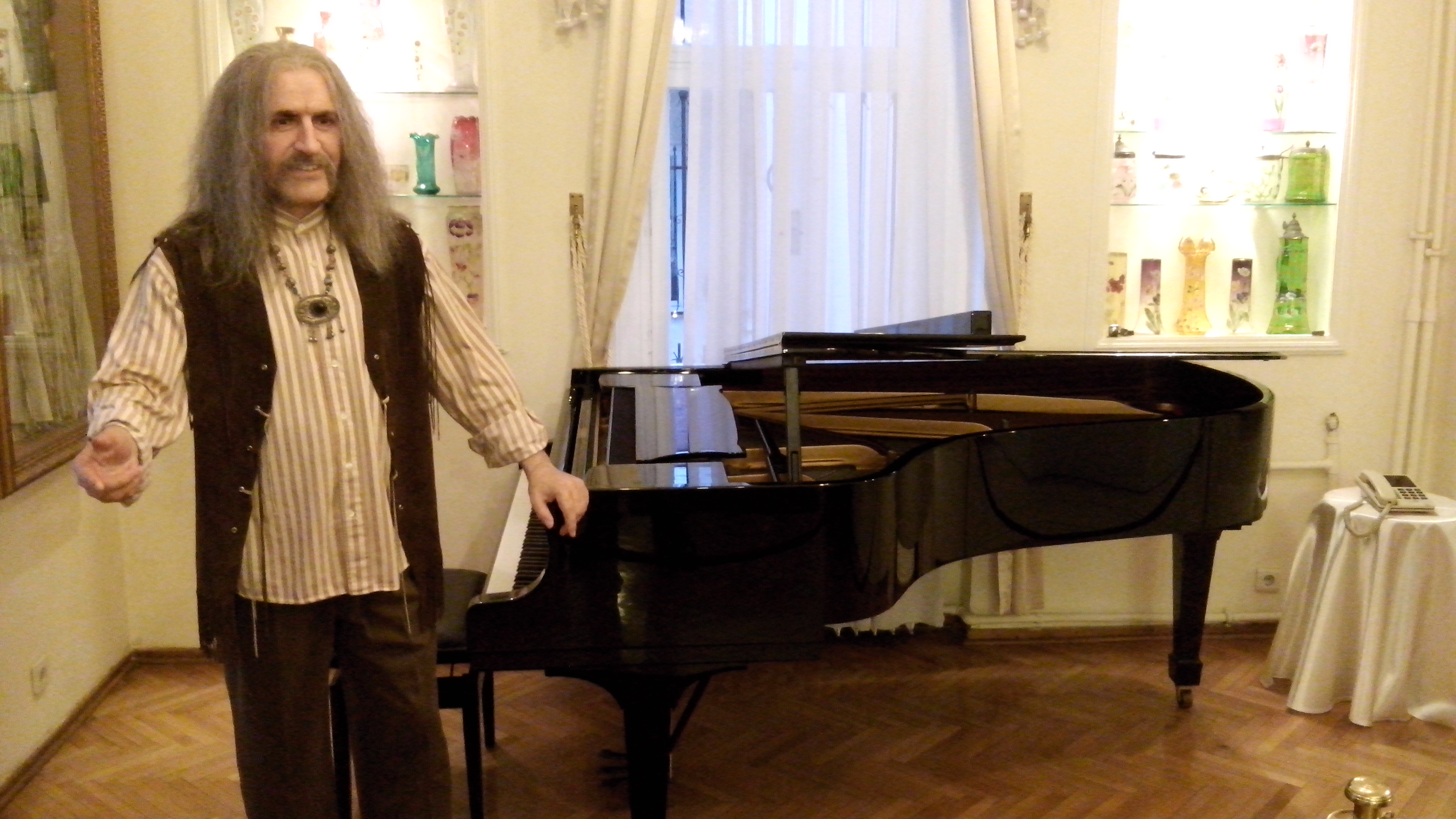
Jedno z pomieszczeń w Muzeum Barışa Manço. Na pierwszym planie woskowa figura artysty, a z tyłu jego fortepian

9 czerwca 2010 roku rodzinny dom Barışa Manço został przekształcony w muzeum poświęcone jego twórczości – Barış Manço Müzesi. Na parterze znajduje się hol, garderoba i jadalnia. Jednym z eksponatów jest fortepian artysty, kupiony przez niego w Austrii oraz jego ulubione pamiątki, kupione w krajach, do których podróżował. W garderobie znajdują się ubiory znanych artystów; ubiory Barışa Manço wiszą na ścianach poszczególnych pokojów. Znajdują się w nich również antyki, które kupił z żoną. Pierścienie i pasy artysty eksponowane są w osobnej gablocie w jego sypialni. Drugie piętro domu było za jego życia przeznaczone dla dzieci. W pokoju obok łazienki znajdują się obrazy i grafiki, które sporządzał oraz jego świadectwo dojrzałości. W piwnicy budynku znajduje się archiwum poświęcone życiu artysty.
Muzeum mieści się w budynku, znanym wcześniej jako Whittall House, zbudowanym w XIX wieku przez ród Whittall jako rezydencja w stylu wiktoriańskim. Położony jest w dzielnicy Moda, przyciągającej w XIX wieku zamożnych Brytyjczyków. W latach 70. został kupiony przez Barışa Manço i odrestaurowany. Artysta mieszkał w nim aż do śmierci.

## Dyskografia

### Albumy
- 1971 – Dünden Bugüne...[5]
- 1975 – 2023
- 1976 – Sakla Samanı Gelir Zamanı
- 1976 – Baris Mancho
- 1979 – Yeni Bir Gün (Barış Manço/Kurtalan Ekspres)
- 1981 – Sözüm Meclisten Dışarı
- 1983 – Estağfurullah... Ne Haddimize ! (Barış Manço/Kurtalan Ekspres)
- 1985 – 24 Ayar
- 1986 – Değmesin… Yağlı Boya
- 1986 – Sarı Çizmeli Mehmet Ağa
- 1987 – Sahibinden İhtiyaçtan
- 1989 – Darısı Başınıza
- 1989 – Hal Hal
- 1992 – Mega Manço
- 1995 – Müsaadenizle Çocuklar
- 1996 – Barış Manço Live In Japan
- 1999 – Mançoloji
- 1999 – Sanat'ta 41 Yıl Nostalji
- 1999 – Süper Babaanne
- 1999 – Lambaya Püf De
- 1999 – Üçüncü Yolculuk
- 1999 – 20. San'at Yılı Disco Manço (Barış Manço/Kurtalan Ekspres)
- 2000 – Senfonik
- 2003 – 2023

### Single i EP-ki
- 1962 – „The Twist”/„Let's Twist Again”[6]
- 1962 – „Twistin U.S.A.”/„The Jet”
- 1963 – „Çıt Çıt Twist”/„Dream Girl”
- 1965 – „Jenny Jenny”/„Un Autre Amour Que Toi (Handy Man)”
- 1965 – „Baby Sitter”/„Quelle Peste ! (Poison Ivy)”/Jenny Jenny”/Un Autre Amour Que Toi (Handy Man)” (EP)
- 1965 – „Baby Sitter”/„Quelle Peste !” (Poison Ivy)
- 1966 – „Il Arrivera”/„Une Fille” (Barış Manço & Les Mistigris)
- 1966 – „Bien Fait Pour Toi”/„Aman Avcı Vurma Beni” (Barış Manço & Les Mistigris)
- 1967 – „Kol Düğmeleri”/„Big Boss Man”/„Seher Vakti”/„Good Golly Miss Molly” (Barış Manço & Kaygısızlar) (EP)
- 1968 – „Kızılcıklar”/„I'll Go Crazy” (Barış Manço & Kaygısızlar)
- 1968 – „Karanlıkların İçinde”/„Trip (To A Fair)” (Barış Manço & Kaygısızlar)
- 1968 – „Bebek”/„Keep Lookin” (Barış Manço & Kaygısızlar)
- 1968 – „Flower Of Love”/„Boğaziçi” (Barış Manço & Kaygısızlar)
- 1969 – „Ağlama Değmez Hayat Bu Göz Yaşlarına”/„Kirpiklerin Ok Ok Eyle”
- 1969 – „Kağızman”/„Anadolu”
- 1969 – „Unutamıyorum”/„Runaway” (Barış Manço & Kaygısızlar)
- 1970 – „Dağlar Dağlar”
- 1970 – „Derule”/„Küçük Bir Gece Müziği”
- 1971 – „Bin Boğanın Kızı”/„Ay Osman”
- 1971 – „İşte Hendek İşte Deve”/„Kâtip Arzuhalim Yaz Yare Böyle”
- 1972 – „Ölum Allahin Emri”/„Gamzedeyim Deva Bulmam” (Barış Manço/Kurtalan Ekspres)
- 1972 – „Fil İle Kurbağa”/„Je Te Retrouverais”
- 1973 – „Lambaya Püf De!”/„Kalk Gidelim Küheylan”
- 1973 – „Gönül Dağı”/„Genç Osman (Hey Koca Topçu)” (Barış Manço & Kurtalan Ekspres)
- 1974 – „Nazar Eyle Nazar Eyle”/„Gülme Ha Gülme” (Barış Manço & Kurtalan Ekspres)
- 1974 – „Bir Bahar Akşamı”/„Estergon Kalesi”
- 1975 – „Ben Bilirim Ben Bilirim”/„2023”
- 1976 – „Rezil Dede”/„Vur Ha Vur”
- 1977 – „Nick The Chopper”/„Lonely Man” (Barış Manço & George Hayes Orchestra)
- 1978 – „Nick The Chopper”/„Lucky Road”
- 1978 – „Little Darlin' (We'll Be Kissing)”/„Emerald Garden”
- 1978 – „Ne Kadar Mutluyuz”/„Ne Kadar Mutlusunuz” (Lale & Barış) (promo)
- 1980 – „Sarı Cizmeli Mehmet Ağa”/„Aynali Kemer Ince Bele”
- 1980 – „Eğri Büğrü”/„Yemen Türküsü”
- 1981 – „Hal Hal”/„Eğri Büğrü”
- 1981 – „Eğri Eğri Doğru Doğru Eğri Büğrü Ama Yine De Doğru”/„Hal Hal” (Barış Manço, Kurtalan Ekspres)
- 2009 – „Kızılcıklar Oldu Mu ?” (EP)
- rok nieznany – „L'alba avec Claude et André Soulac” (André Soulac, Barış Manço)